# Mowamba River
Der Mowamba River ist ein Fluss im australischen Bundesstaat New South Wales und ein Nebenfluss des Snowy River, in den der durch die Schneeschmelze gespeiste Fluss in der Jindabyne-Klamm etwa zwei Kilometer unterhalb des Jindabyne-Staudamms fließt. Damit ist er der erste größere Fluss, der unterhalb Jindabyne in den Snowy River mündet.
Der Mowamba River entspringt unterhalb des Mount Terrible in der Pilot Wilderness Area, einem bundesstaatlichen Naturschutzgebiet, das südlich an den Kosciuszko-Nationalpark anschließt. Von dort fließt er nach Nordosten bis zu seiner Mündung in den Snowy River.

## Wasserableitungen
Wasser aus dem Mowamba River wird über das Mowamba-Wehr zum Lake Jindabyne abgeführt. Dieses Aquädukt ist Teil des Snowy-Mountains-Systems.
Am 28. August 2002 wurde das Mowamba-Wehr abgeschaltet, sodass wieder mehr Wasser über den Mowamba River in den Snowy River unterhalb des Lake Jindabyne fließen konnte. Bei dieser Wasserzuleitung aus Umweltschutzgründen blieb man bis Januar 2006. Seit dieser Zeit kommt das zusätzliche Wasser für den unteren Snowy River direkt aus dem Lake Jindabyne. Die provisorischen Ableitung über den Mowamba River war notwendig geworden, weil die endgültige Lösung erhebliche Umbauten am Jindabyne-Staudamm bedingte.